# Kékkői Zoltán
Kékkői Zoltán József (Szécsény, 1950. október 9. –) magyar agronómus, politikus, 1998 és 2010 között országgyűlési képviselő (FKGP, majd Fidesz), 2001-től 2002-ig a Földművelésügyi és Vidékfejlesztési Minisztérium politikai államtitkára.

## Élete
Középiskolai tanulmányait a Szentendrei Ferences Gimnáziumban végezte, majd 1972-ben a Kertészeti Egyetem Kertészeti Főiskolai Karán szerzett növénytermesztési üzemmérnöki diplomát. Gyakornokként  dolgozott Muronyban, majd agronómusként Kiskunhalason, Hortobágyon. Ezt követően ágazatvezetőként Bikalon, majd főagronómusként Villányban és Lippón helyezkedett el. 1997-től a Baranya Megyei FM. Hivatal alkalmazottja volt, mint főkertész. 
Az 1998-as országgyűlési választáson a Független Kisgazdapárt jelöltjeként szerzett mandátumot Baranya megye 6. számú, Siklós központú választókerületében. Az Országgyűlésben az idegenforgalmi és a területfejlesztési bizottság tagja, valamint rövid időre az informatikai és távközlési bizottság alelnöke lett, 2000 és 2002 között pedig az FKGP frakcióvezető-helyettese volt. 2001 áprilisában a Vonza András vezette Földművelésügyi és Vidékfejlesztési Minisztérium politikai államtitkárává nevezték ki, tisztségét 2002 májusáig töltötte be.
A 2002-es országgyűlési választáson ismét Baranya megye 6. számú választókerületéből jutott a parlamentbe, immár a Fidesz és az MDF jelöltjeként, a 2006-os országgyűlési választáson pedig a Fidesz Baranya megyei területi listájáról szerzett mandátumot. Az Országgyűlésben a környezetvédelmi bizottság tagja és a mezőgazdasági bizottság alelnöke volt. A 2010-es országgyűlési választáson már nem jutott a parlamentbe.
1972 óta nős, három fia született.